# Масаррон
Масаррон (ісп. Mazarrón) — муніципалітет в Іспанії, у складі автономної спільноти Мурсія. Населення — 35 464 особи (2010).
Муніципалітет розташований на відстані близько 370 км на південний схід від Мадрида, 39 км на південний захід від Мурсії.
На території муніципалітету розташовані такі населені пункти: (дані про населення за 2010 рік)
- Аталая: 181 особа
- Бальсікас: 1468 осіб
- Каньядас-дель-Ромеро: 115 осіб
- Ганьюелас: 88 осіб
- Гарробо: 768 осіб
- Іфре-Каньяда-де-Гальєго: 1397 осіб
- Іфре-Пастрана: 575 осіб
- Лейва: 367 осіб
- Махада: 231 особа
- Масаррон: 12531 особа
- Мінграно: 35 осіб
- Морерас: 1339 осіб
- Пуерто-де-Масаррон: 10967 осіб
- Рінконес: 26 осіб
- Саладільйо: 5376 осіб

## Демографія
Динаміка населення (INE ):

## Галерея зображень

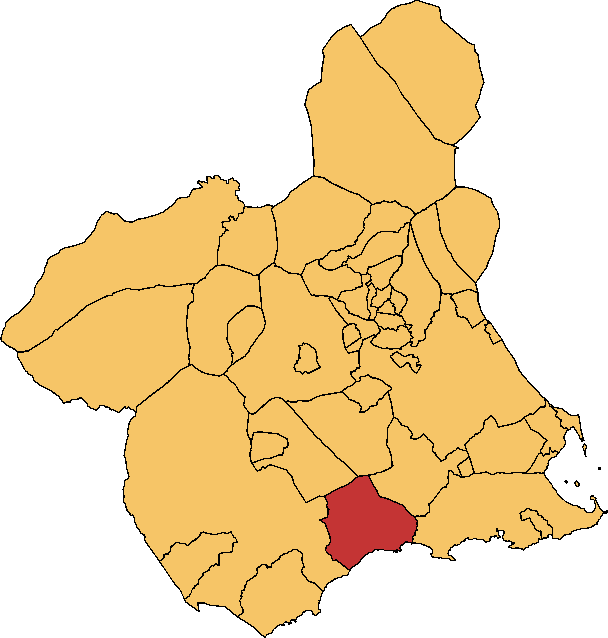
Розташування муніципалітету у провінції Мурсія
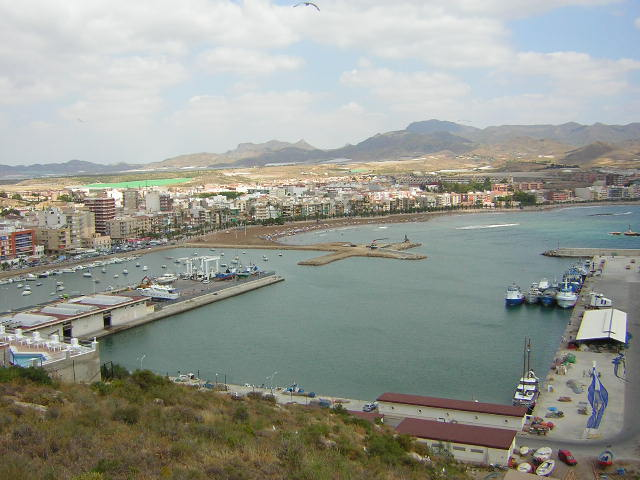
Пуерто-де-Масаррон